# 不同意性交等罪

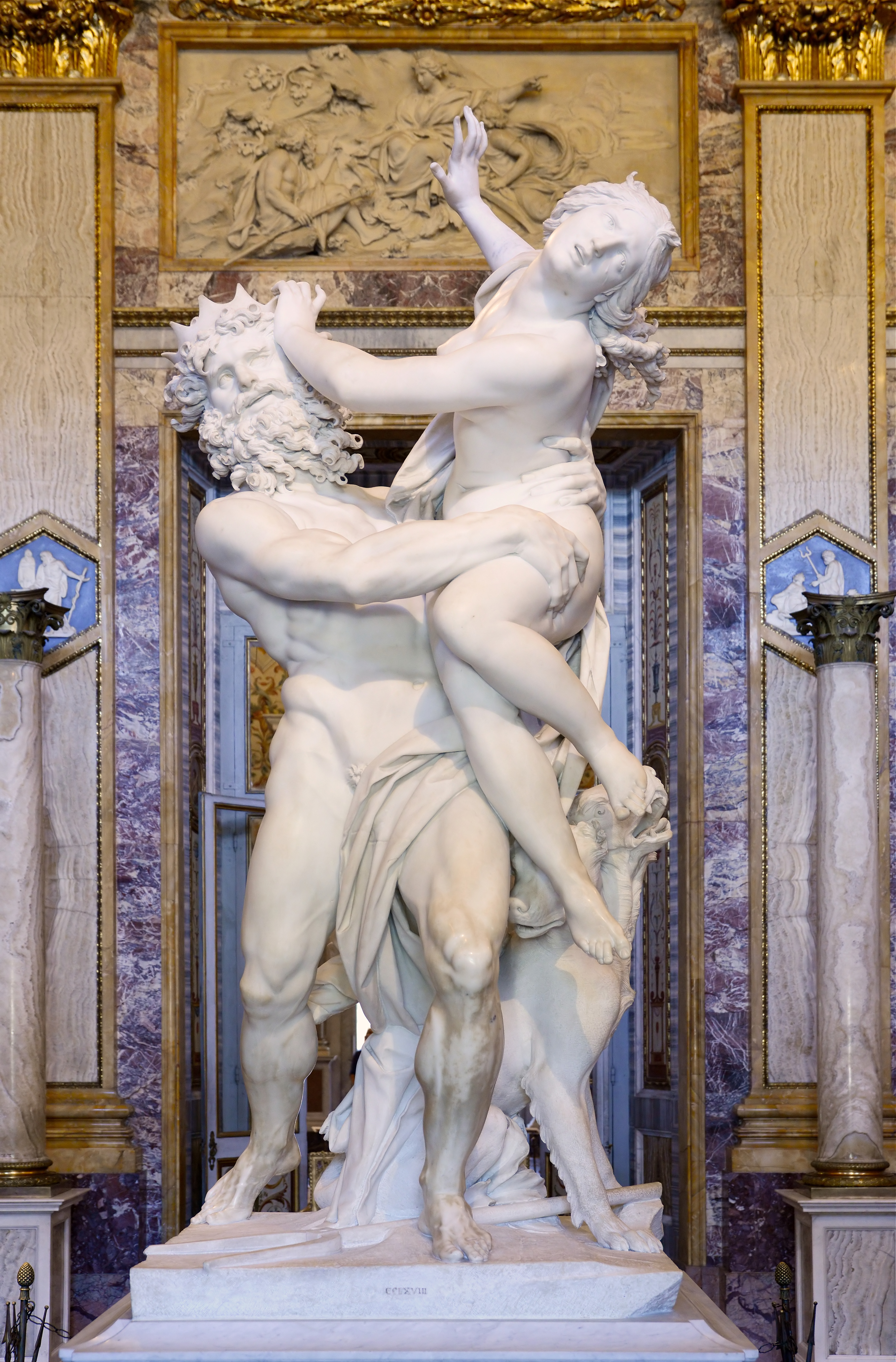
贝尼尼創作的《劫奪普羅斯派恩》

不同意性交等罪（日语：／），此前称强制性交等罪（日语：／）、强奸罪（日语：／），是日本刑法第177条规定的犯罪，意指使受害人形成、表明或实现不同意的意思处于困难的状态，或是利用其处于前述状态，与16岁以上的人进行性交、肛交、口交或将身体的一部分（阴茎除外）或物体插入阴道或肛门等的猥亵行为（统称“性交等”）的犯罪，或者与未满16岁的人发生性交等行为的犯罪（如受害人未满16岁但年满13岁，则仅处罚行为人与受害人年龄差5岁以上的情况）。

## 沿革
1907年3月25日通过、1908年10月1日施行的日本刑法，从篇章布局来看，可以看出强奸罪本身所侵犯的法益就是“女性的贞操”。在二战后，原本在家父长制里对于贞操的保护已经不再成为首要的目的，而在学理上更以“人对于性自由的法益”为重。在此潮流下，性自由权不再局限于女性的贞操概念，而包括了男女两性。
2017年日本刑法修改前，第177条仅对女性受害者遭受的性侵犯规定了“强奸罪”，且该罪属于仅当受害人提起告诉时才能公诉的亲告罪。设置为亲告罪主要是考虑上述犯罪的追究可能导致受害人社会声誉的影响，反而对受害人不利，因此是否起诉应当尊重受害人意愿。此外，强奸罪无论罪犯与受害人之间的关系，均属于绝对的亲告罪。
在2004年12月的刑法修订中，法定刑下限被上调。新设了集团强奸等的罪名（第178条之2）（2017年修改时，因修改后普通强制（不同意）性交等罪法定刑更高，本罪被废止）。2003年的Super Free事件是导致集团强奸规定出台的直接原因。构成集团强奸罪的情况下，无论男女，只要在犯罪现场的，即使本人未实施性行为，也构成本罪。该修改于2005年1月1日起施行。
2015年10月9日举行的法制审议会第175次会议上，有关人士提交了《关于性犯罪的罚则的讨论会》报告书，并对强奸罪在内的相关刑罚等进行了讨论和答问。
2017年6月16日，日本通过了修改刑法的法律。该法于2017年6月23日公布，自2017年7月13日起施行。自此日本法律上的强奸罪被强制性交等罪所取代。该新罪名不问受害者的性别，对男性亦可构成强制性交等罪；明示性交、肛交、口交均属于该罪所涵盖的范围。该罪名取消了此前亲告罪的规定，属于非亲告罪，即使受害人不提起告诉亦能径行公诉。
另一方面，由于该罪名为亲告罪，反而对受害人造成心理压力，甚至因为受害人的告发，会加剧加害人的仇恨甚至二次伤害。对此，法律上也设置了严格保护受害人隐私权等刑事诉讼程序予以应对。
2023年6月16日，日本通过了修改刑法和刑事诉讼法的法律。该法于2023年6月23日公布，自2023年7月13日起施行。2017年7月13日起施行的强制性交等罪被不同意性交等罪取代。该新罪名在保留2017年修改之处的同时，将原有的暴力或胁迫要件修改为使受害人形成、表明或实现不同意的意思处于困难的状态，或是利用其处于前述状态；明示无论婚姻关系的有无均可构成本罪，同时将身体的一部分（阴茎除外）或物体插入阴道或肛门等的猥亵行为纳入了该罪所称“性交等”的范围，并将性同意年龄由13岁提高到16岁（作为例外，如受害人未满16岁但年满13岁，则仅处罚行为人与受害人年龄差5岁以上的情况）。在修改刑事诉讼法的部分，该法延长了性犯罪的公诉时效。同时，由于新罪名涵盖了原有准强制性交等罪的情况，准强制性交等罪被删除。

## 构成要件
根据日本刑法第177条的规定：
- 2017年7月13日修改施行前：以暴行或胁迫手段对13岁以上的女子进行奸淫，或是不论是否有暴力或胁迫对不满13岁的女子进行奸淫。
- 2017年7月13日修改施行后，2023年7月13日修改施行前：以暴力或胁迫手段与13岁以上的人进行性交、肛门性交或口腔性交（统称“性交等”），或是不论是否有暴力或胁迫而与未满13岁的人发生性交等的犯罪行为。

在受害者年龄在13岁以上的情况下，本罪的成立必须有存在暴力或胁迫等事实，但暴力或胁迫行为的实施者不需要与性交行为的实施者为同一主体。
根据以往的强奸罪相关判例，所谓“暴力、胁迫”只需要达到“让对方明显难以反抗”的程度即可，而不需要达到“抢劫罪”中“让对方不能反抗”的程度。目前的判例和解释的主流观点也采用上述理解。
- 2023年7月13日修改施行后，修改原有罪名并纳入#准强制性交等的内容[12]：
  - 以下列行为或事由或其他与之类似的行为或事由，使受害人形成、表明或实现不同意的意思处于困难的状态，或是利用其处于该状态，行性交、肛门性交，口腔性交或是将身体的一部分（阴茎除外）或物体插入阴道或肛门等猥亵行为（统称“性交等”），无论婚姻关系的有无：
    - 使用暴行、胁迫或受害人受到暴行、胁迫；
    - 使受害人产生身心障碍或其存在身心障碍；
    - 使受害人摄取酒精、药物或其存在酒精、药物的影响；
    - 使受害人处于睡眠或其他意识不清的状态或其处于该状态；
    - 受害人无暇形成、表明或实现不同意的意思；
    - 使受害人面对与预想不同的事态进而使产生恐怖或惊愕心理，或是其面对该事态产生了恐怖或惊愕心理；
    - 使受害人产生因虐待而生的心理反应或其存在该心理反应；
    - 因经济或社会关系上的地位而产生的影响力，使受害人担忧将会受到的不利或其担忧前述情况的。

  - 使受害人误认为行为人的行为不是猥亵行为，或使其认为行为人是其他人，或是利用前述误认或误认为是其他人的状态，发生性交等行为。
  - 与不满16岁的人发生性交等行为的（该不满16岁的人满13岁时，限于行为人出生日在其五年以上之日的情况）。

即使双方自愿，法律仍处罚对未满性同意年龄的性交等行为，主要是基于对尚未完全具备判断能力的青少年进行保护的目的。

### 主体
本罪名与实施者与受害者的性别无关。在与第三方实施性交等行为时也不论性别。
2017年日本修订刑法之前，强奸罪属于身份犯，原则上只有男性能成为强奸罪的主体，而女性不能成为强奸的实施主体（女性不能成为单独的直接正犯）。但另一方面，根据刑法第65条第1项之规定，非男性也可以成为强奸罪的共犯。例如女性与男性共谋控制住受害人（共同正犯），或女性要求男性强奸另一女性（教唆犯）等情形。

### 性交等
2017年7月13日修改施行前，原有的强奸罪对“奸淫”的定义是指“男性生殖器部分或全部插入女性生殖器”，不论是否完成射精。
2017年7月13日修改施行后，本罪中规定的性交、肛交与口交尚无明文定义，在2018年为止的判例中也未明确。但根据日本众议院法务委员会的回答，可以基本理解如下：性交是指阴茎插入阴道的行为。肛交是指阴茎插入肛门的行为。而口交是指阴茎插入口腔的行为。本条中，并未从文意上限定哪一方的阴茎插入哪一方的阴道、肛门或口腔，因此行为实施人使受害人的阴茎插入自己的阴道等也符合上述定义。因此，本次的法案中所谓“进行性交、肛交或口交”，不仅包括将自己的阴茎插入对方的阴道、肛门或口腔，也包括将对方的阴茎插入自己的阴道、肛门或口腔等行为。
虽然一般的口交行为都属于本罪适用对象，但女性之间舔舐生殖器或者口交中仅仅用舌头舔舐阴茎而没有让阴茎插入口腔等情形是否适用本罪，仍有各种不同的理解。

## 准强制性交等
在2023年7月13日修改施行前，即使不存在暴力或胁迫等行为，但趁受害人处于心神丧失或不能抵抗的情形而实施的性交等，构成准强制性交等罪（日本刑法第178条第2项）。其法定刑与强制性交等罪相同。
2023年7月13日修改施行后，本罪相关情形被吸收到现有不同意性交等罪中，因而本罪被一同删除。
“心神丧失、不能抵抗”，包括暂时性的、持续性的或永久性的情形。心神丧失是指由于精神上的障碍丧失正常判断能力的状态，不能抵抗是指在心理上或物理上不能反抗的状态。例如对于处在睡眠、醉酒、明显的精神障碍状态下的人实施的性交等行为就构成“准强制性交等罪”。医生利用受害人缺乏性知识，而使其误以为治疗的行为也构成准强制性交等罪。

## 监护人性交等
对于未满18岁的受害人，担任其监护职责的监护人利用其影响力实施性交等行为的，构成监护人性交等罪（第179条第2项）。其法定刑与强制性交等罪相同。
对于监护人性交等罪，即使不存在胁迫、暴力等因素，且即使受害人同意，也不影响罪名的成立。

### 立法目的
在2017年刑法修订以前，在监护人与被监护人之间的大量案件中，即使存在未经同意的猥亵或性交等行为，往往也不适用强奸罪，而是以法定刑更轻的违反《儿童福祉法》论处。但是实际上由于年少的被监护人往往无法离开监护人的照顾，因此一般对监护人都难以拒绝，应当被视为存在胁迫或暴力因素，鉴于以上理由，往往将监护人实施的行为等同于强制性交等罪。

### 监护人
本条项罪名所对应的主体是“正在对（未满18岁者）进行监护”的监护人，因此属于身份犯。
所谓“进行监护”，即行使日本民法第820条规定的“亲权”之“监护保护”职责的行为。所谓监督保护，并不必须要有法律上适格的“亲权”或“监护权”，而仅需在事实上与亲权或监护权有同等程度之行为即可。具体整理如下：。
- 法定亲权或监护权的行使
  - 父母（亲父母）
    - 根据日本民法第833条行使法定代理职责的祖父母等亲权者

  - 根据收养关系而产生的养父母（包括事实上视为养父母的继父母）
  - 行使亲权或监护权的未成年后见人（如为法人，则指其职员）
- 根据各种理由，持续进行监督保护的事实上的代理人
  - 持续进行监督保护的祖父母、伯叔父母、继父母、成年兄弟姐妹等
- 当亲权或监护人不存在时根据法定代理或其他法律制度而行使亲权或监护权者
  - 根据里亲制度的里亲
  - 儿童福利机构的负责人及其职员（养护设施等）

就基于家庭裁判所的判决等法定事由而丧失了亲权及监护权的人员，以及从未成年后见机构或儿童福利机构离职的人员是否满足本条罪名的主体构成要件，学者中有不同意见。另外，对于身份犯的理解，仅需要在法定或事实层面可以行使亲权或监护权者即可，而不需要证明在性行为发生时点正在行使亲权或监护权。例如是否共同居住并不影响罪名的构成。例如住在学校宿舍或校外宿舍等情形自不用言，在赴国外工作或留学等情形下双方长期分居的情形也不影响罪名构成。而扶养义务人（日本民法第878条）及实际的扶养者并不会直接成为法定或事实上的亲权或监护权人。利用经济支持关系而发生性行为者，按照儿童卖淫儿童色情处罚法进行处罚。
儿童福祉法第6条及儿童卖淫儿童色情处罚法第2条的规定中也有“正在进行看护者”这样的表述。

另一方面，体育运动的教练、教师等不属于上述监护人的范畴。对于“正在进行监护人”的范围，众议院法务委员会的专家提出过以下理解：
在2017年6月7日众议院法务委员会上林真琴的答问
…所谓“监护”行为，是指根据民法第820条规定实施的与亲权之效力同等的监督、保护行为。所谓“对未满十八岁者”正在监护的人，是指“正在对未满十八岁者”进行监督保护的者。
关于是否构成本罪所规定的的正在进行监护人，应当根据具体的事实关系进行判断，对照民法上的监护概念，判断是否正在对未成年人的生活各方面以及衣食住行等经济面综合考虑，还要看是否在生活上给予指导监督等，两者之间是否存在依存关系，以及是否持续存在等问题。
（中略）
例如体育运动的教练或者教师等，通常并不认为其对学生的生活全方面构成依赖关系，因此多不视为正在进行监护人。

### 利用其影响力
“利用其影响力”的行为不需要明示表达，通过默示的方法也可以。作为反例，如“不披露监护人身份”而实施的性交等行为则不构成此罪。

关于具体内容，可以参考上述众议院答问。
在2017年6月7日众议院法务委员会上林真琴专家的答问
利用影响力这一表述，是指正在实行监护人一般具有对被监护人的影响力，且在实行性行为的时点利用了这种影响力。即使在实施性行为的特定时间点监护人没有具体利用其影响力，但影响力是普遍且持续存在的，因此可以说被监护人无法脱离监护人作出自由的决定。

### 其他
本条的客体虽限于未满18岁的男女，但对于18岁以上欠缺事物辨别能力的人也可以构成准强制性交等罪。

## 不同意性交等致死伤罪
对于在不同意性交等（原为强制性交等、强奸）中造成受害人伤害或死亡等情形，作为结果加重犯处置。

### 判例
注：结合前述法律修订，以下在法律修改前的旧判例中的相应词语用括号标注了新的用语。
- 犯强制性交等罪、准强制性交等罪（不同意性交等罪）或监护人性交等罪以及未遂的情形下，导致受害人死亡或伤害的，构成强制（不同意）性交等致死伤罪（刑法第181条第2项），处以无期徒刑或6年[注释 3]以上有期徒刑。如开始实施奸淫（性交等）且中途导致伤亡，即使奸淫（性交等）行为未遂，但强奸致伤罪（不同意性交等致死伤罪）视为既遂[20]。

- 如奸淫处女，导致其处女膜破裂者，也视为构成強姦致傷罪（不同意性交等致伤罪）[21]。此外导致性器官、肛门、口腔受伤的，也构成同罪。不仅是奸淫（性交等）行为本身或作为奸淫（性交等）手段的暴力胁迫行为导致死伤者构成此罪，而且也包括受害者在逃避侵犯过程中摔倒受伤的情形[22]。此外，构成本罪的“伤害”的程度，判例认定，即使是“仅仅搽了一次药膏就治好的皮肤伤”，也构成本罪[23]。

此外，日本部分下级法院的判例认为強姦致傷罪（不同意性交等致伤罪）不适用“同时伤害的特例”。

### 具有杀人故意的情形
在带着杀人故意而与受害人实施性交等行为并导致其死亡的情况下，应当构成何罪，学界一直都有争论。首先，刑法第181条第2项是否包含了带有杀人故意这一情形，对此学界意见不一。
一种学说从结果加重犯的观点出发，认为该条项不包含带有杀人故意的情形。在此前提下，也分为两种观点：强制性交等致死罪与杀人罪构成“观念的竞合”；强制性交等罪与杀人罪构成观念的竞合。判例采前者。有对判例提出批评的观点认为，这样的判例构成了对死亡结果的双重评价，结果按照杀人罪论处，为了避免量刑不均衡，应当采取后者。
另一种观点认为，该条项包含了带有杀人故意的情形，然后又分为构成强制性交等致死罪单一罪名之说，以及考量刑罚平衡后构成强制性交等致死罪与杀人罪观念竞合之说。

## 法定刑
根据日本刑法第12条、第14条之规定，有期徒刑上限为20年，但可以加重至30年。
如无特别说明，下表中刑罚均为有期徒刑。括号中及未注明法律名称的均是日本刑法的条文序号。“181.3”代表“第181条第3项”，“178-2”代表“第178条之2”。表头中的时间均是施行时间而非修改的通过时间。
|                         | 2005年1月1日修改施行前                 | 2005年1月1日修改施行后 2017年7月13日修改施行前                                        | 2017年7月13日修改施行后 2023年7月13日修改施行前        | 2023年7月13日修改施行后                                |
| ----------------------- | -------------------------------------- | ------------------------------------------------------------------------------------- | ------------------------------------------------------ | ------------------------------------------------------ |
| 第177条犯罪 第178条犯罪 | 强奸罪（177）、准强奸罪（178） 2年以上 | 强奸罪（177）、准强奸罪（178） 3年以上                                                | 强制性交等罪（177）、准强制性交等罪（178） 5年以上     | 不同意性交等罪（177，178因被吸收而删除） 5年以上       |
| 集团（准）强奸 （轮奸） | 无该罪名                               | （178-2） 4年以上                                                                     | 因修改后普通强制（不同意）性交等罪法定刑更高，本罪废止 | 因修改后普通强制（不同意）性交等罪法定刑更高，本罪废止 |
| 监护人性交等            | 无该罪名                               | 无该罪名                                                                              | （179） 5年以上                                        | （179） 5年以上                                        |
| 第181条犯罪             | 强奸致死伤（181） 3年以上或无期徒刑    | 强奸致死伤（181.2） 5年以上或无期徒刑 集团（准）强奸致死伤（181.3） 6年以上或无期徒刑 | 强制性交等致死伤（181.2） 6年以上或无期徒刑            | 不同意性交等致死伤（181.2） 6年以上或无期徒刑          |
| 第241条犯罪             | 强盗强奸（241前句） 7年以上或无期徒刑  | 强盗强奸（241前句） 7年以上或无期徒刑                                                 | 强盗、强制性交等（241.1） 7年以上或无期徒刑            | 强盗、不同意性交等（241.1） 7年以上或无期徒刑          |
| 第241条犯罪             | 强盗强奸致死（241后句） 死刑或无期徒刑 | 强盗强奸致死（241后句） 死刑或无期徒刑                                                | 强盗、强制性交等致死（241.3） 死刑或无期徒刑           | 强盗、不同意性交等致死（241.3） 死刑或无期徒刑         |

## 未遂与中止
刑法第180条、第243条规定，处罚不同意性交等罪及强盗、不同意性交等（强制性交等、强奸）及致死罪的未遂。日本刑法中的“未遂”也包括因自己的意思而中止犯罪的情形。
当开始实施性交等行为时或者开始实施暴力或胁迫手段时，即视为着手实施强制性交等罪。因此，即使性交等未完成，也构成不同意性交等的未遂罪，与既遂按照同样的法定刑进行量刑。但是，根据刑法第43条的规定，着手犯罪行为但未得逞的，可以减轻刑罚；因为自己的意思而中止犯罪的，应减轻或免除刑罚。
对于合并处罚强盗与不同意性交（强制性交、强奸）的行为，2017年7月13日修改施行后，对于强盗和不同意性交均为未遂时，除致人死伤的情况外，可以减轻其刑罚。除此之外，因自己的意思中止任意一个犯罪的，应当减轻或免除其刑罚。

## 空间效力
根据刑法第1条、第3条及第3条之2的规定，日本刑法对以下人犯本罪有效：
- 在日本国内（包括在日本国外的日本船舶或日本航空器）犯罪的所有人；
- 在日本国外犯罪的日本国民；
- 在日本国外对日本国民犯罪的非日本国民。

## 争议

### 旧法中的问题
根据2017年刑法修订前的判例，当男性性器官插入女性性器官时，即视为强奸罪既遂。因此当男性性器官插入受害人的肛门时，就不构成强奸罪，往往只能以法定刑更轻的强制猥亵罪论处
2003年7月29日，在东京多摩地区发生了多起对女性进行猥亵的系列案件。加害人为36岁的男性，其只对女性受害人的肛门进行侵犯，尽管受害人多达15人，但仍然不能以强奸罪论处。根据警察的讯问记录，罪犯就是为了逃避强奸罪，故意避开了对女性性器官的侵犯。
2017年的法律修改后，肛门性交亦被纳入处罚范围内。

### 国际建议和批评
联合国自由权规约委员会在2008年11月的报告书 中建议日本刑法第177条对“强奸罪”的定义应当包含对男性的犯罪，且应当减轻受害人一方的举证责任。根据日本宪法第14条的规定，不认可对男性的强奸行为本身也可能违反男女不平等对待的宪法精神。这一建议已在2017年的法律修改中得到实施。
从国际层面来看，日本每年发生的强奸是相对很少的。尽管如此，国际上也有批评日本刑法对强奸罪的刑罚过轻等观点。